# Guus Westdorp
Guus Westdorp (Vlaardingen, 2 juni 1961) is een Nederlands pianist, zanger, componist, arrangeur en tekstschrijver.

## Biografie
Westdorp groeide op in het dorp Didam en studeerde aan het Koninklijk Conservatorium in Den Haag (klassieke muziek, piano) en het Rotterdams Conservatorium (zang). Na zijn studie maakte hij deel uit van de vocale groepen Topaz (1986-1987) en Two Up, Three Down (met het Rob van Bavel Octet), en verzorgt hij de achtergrondzang bij The Skymasters.
Hij maakte deel uit van MARCHA met Marga Bult tijdens het Eurovisiesongfestival 1987 te Brussel met Rechtop in de wind. 
Vanaf 1987 verzorgde Westdorp achtergrondzang voor o.a. Anita Meyer en Lee Towers. Als pianist was Westdorp te horen tijdens concerten van Berdien Stenberg. Voor haar theatertournees was hij ook verantwoordelijk voor de arrangementen. In 1991 verzorgt hij voor het televisieprogramma De Wereld van Rene Froger de muzikale arrangementen.
Westdorp legde zich steeds meer toe op pianobegeleiding en is vanaf 1992 als zodanig betrokken bij werken van onder andere Toon Hermans, Liesbeth List, Lisa Boray, Mathilde Santing, Harry Slinger, Bruno Brel, Micheline van Hautem en Steve Ross. Met de laatste twee trad hij regelmatig op in U.S.A.o.a. met het programma 'Piaf, life,love and lovers'
In 1996 won Westdorp samen met chansonnier Anton Montagne in de Kleine Komedie te Amsterdam de eerste prijs van het Concours de la Chanson Alliance Francaise. In 2000 schreef hij de muziek voor de toneelproductie Pieter de Swart van regisseuse Mieke Lelyveld.
In 2001 bracht hij in eigen beheer een single uit: "We Hebben Allemaal Iemand Nodig". In 2002 produceerde hij de cd Leven Met FC van de Utrechtse cabaretier Herman Berkien. Voor Mieke Lelyveld componeerde hij in 2003 de muziek voor de toneelproductie De Brontë's. Hij speelde wederom piano tijdens optredens van Liesbeth List, waaronder een speciaal optreden op 4 mei tijdens Dodenherdenking in Amsterdam.
Met Raphaël Hermans nam hij in 2005 onder de naam Guus&Raaf de single Het Zal Me Benieuwen op. Westdorp speelde piano tijdens het programma Van Shaffy Tot Aznavour van cabaretier Frans Bloem.
In februari 2007 speelt hij met zangeres Olivia Stevens (S) in Carnegie Hall, New York. In 2009 richt hij zijn Trio Guus Westdorp op met Evert Willemstijn en Rob Sprinkhuizen. In het theaterseizoen 2010/2011 was hij te horen in zijn theaterconcert Ramses – de liederen. Seizoen 2013/2014 tour L'Esprit de Jacques' met Bruno Brel en Micheline van Hautem.
Hij is medeschrijver van het lied "Blijf bij mij" uitgevoerd door o.a. Paul de Leeuw en Ruth Jacott.